# Zamek w Śląskiej Ostrawie
Zamek Śląski (również Śląskoostrawski, czes. Slezskoostravský hrad) – zamek położony w Śląskiej Ostrawie (dawnej Polskiej Ostrawie), dzielnicy miasta Ostrawa, w pobliżu miejsca gdzie do Ostrawicy wpada rzeka Łucyna (czes. Lučina).

## Historia

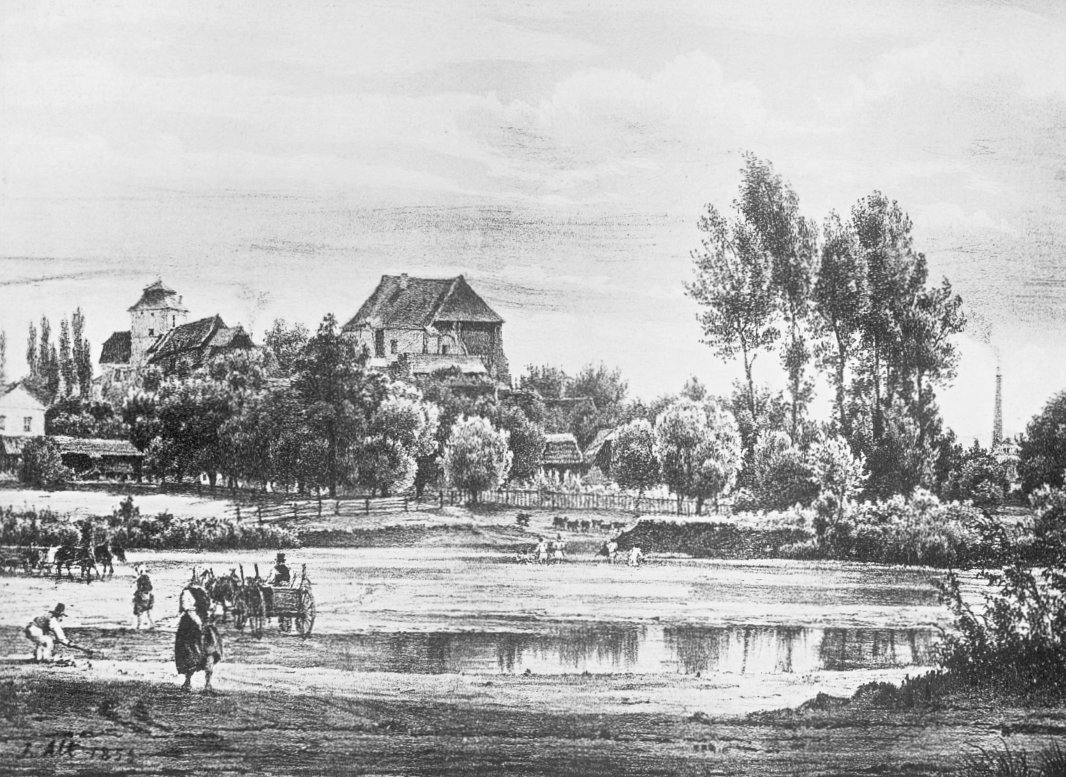
Zamek w 1855

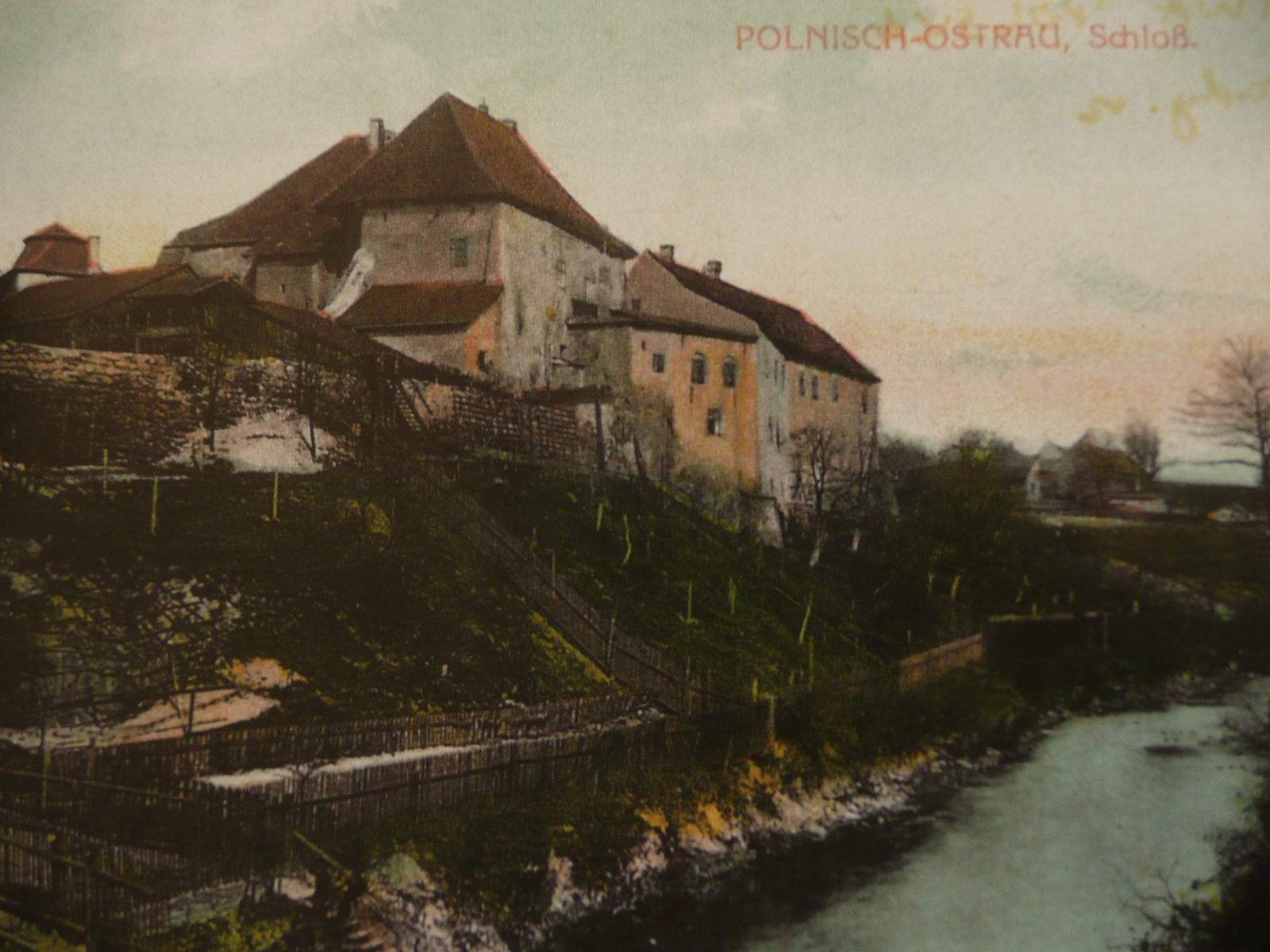
Polska Ostrawa - zamek

Początki zamku sięgają II połowy XIII wieku (pierwsza pisemna wzmianka w 1297) gdy zbudowano gród, który miał bronić szlaku handlowego z Opawy przez Cieszyn do Krakowa. Jednocześnie był warownią na granicy Śląska (w tym miejscu granicą jest rzeka Ostrawica) z Morawami. Tę drugą funkcję przestał pełnić w 1327, kiedy Księstwo Cieszyńskie zostało zhołdowane przez króla Czech. Zamek powstał z inicjatywy książąt z opolskiej linii Piastów śląskich. Pierwotnie był grodem z piętrowym budynkiem i wieżą bramną. Gród zyskał niedługo na znaczeniu i dlatego wkrótce zamiast wałów zbudowano mur o wysokości 4 i szerokości 2,5 metra.
W 1380 roku książę Przemysław I Noszak wymienił zamek w Polskiej Ostrawie za dziedziczne wójtostwo w Cieszynie, przez co zamek stał się siedzibą szlachecką.
W czasie wojen husyckich kontrolowały go wojska tzw. Sierotek (w latach 1419–1439 jako jego właściciel figuruje Jan Čapek z Sán, jeden z hejtmanów Sierotek).
W 1508 zamek kupił Jan Sedlnický z Choltic herbu Odrowąż i przebudował w latach 1534–1548 na reprezentacyjny renesansowy pałac. Z tego okresu pochodzi główna brama z nową wieżą, która przetrwała do dziś oraz kaplica, sala rycerska i nowa baszta. Wnętrza zostały ozdobione malowidłami, których autorem był niejaki Berdnard z Polskiej Ostrawy.
Podczas wojny trzydziestoletniej okolice były wielokrotnie niszczone przez wojska wielu armii. W 1621 zamek i miasto (wówczas Polską Ostrawę) złupiły wojska neapolitańskie, w 1626 duńskie, a w 1628 armia Albrechta von Wallensteina. W 1637 zamek musiał być w dobrym stanie, gdyż nocowała w nim arcyksiężna Cecylia Renata, siostra cesarza Ferdynand III Habsburg, podczas podróży do Królestwa Polskiego na ślub z królem Władysławem. W kolejnej dekadzie wojny, w latach 1642-1649 zamek i Ostrawę obsadzili Szwedzi. Podczas wojen śląskich zamek okupowali żołnierze pruscy.
W 1714 zamek oraz Polską Ostrawę z rąk rodziny Sedlnickich kupiła szlachecka rodzina Wilczek z miejscowości Dobrá Zemice (obecnie wieś Dobrá w powiecie Frýdek-Místek), posiadające swoje dobra także w Wiedniu i na zamku Kreuzenstein. Zamek w Ostrawie początkowo służył jako siedziba państwa „polskoostrawskiego”. Z powodów finansowych na początku XIX wieku był prawie pusty (dla potrzeb administracyjnych używano dwóch pomieszczeń), a w 1844 zburzono tzw. Salę Rycerską.
W 1872 spłonęło lewe skrzydło zamku, ale zostało odbudowane. W latach 90. XIX wieku z powodu prowadzonego pod ziemią intensywnego wydobycia węgla budowla zapadła się pod ziemię o 8-16 metrów. W 1895 specjalna komisja przybyła na zamek, aby zbadać przyczyny pękania ścian i innych zniszczeń. Jeszcze w 1921 mieszkało w nim 45 osób, a wnętrza mieściły 34 pokoje, 11 kuchni, 7 komór, 7 kancelarii i kilka innych pomieszczeń.
Ponieważ wydobycie węgla nie ustało, zamek był w coraz gorszym stanie, i powoli wyprowadzali się z niego mieszkańcy - w 1930 w 8 zdolnych do zamieszkania pomieszczeniach żyło 26 osób, a w 1934 można było mieszkać tylko w trzech pomieszczeniach.
Teren był coraz bardziej niebezpieczny – w 1933 podczas nielegalnych prac rozbiórkowych w najstarszej części zamku śmiertelnie ranny został jeden z robotników. W II połowie lat 30. obiekt opustoszał – nocowali tam tylko bezdomni. Były propozycje, aby obiekt przerobić na reprezentatywny gmach na pograniczu Moraw i Śląska, ale ostatecznie nic z tego nie wyszło.
Zniszczenia dopełniła II wojna światowa – w 1944 podczas bombardowania uszkodzono lewą stronę zamku.
W 1945 państwo czechosłowackie dekretem odebrało go rodzinie Wilczków (administrowała nim kopalnia) i w latach 50. groziła mu rozbiórka. Ostatecznie w 1958 przekazano go władzom dzielnicy Śląska Ostrawa, jednak nie zapobiegło to jego dalszej degradacji, podobnie jak wpisanie na listę pamiątek kultury w 1963. W 1965 zrównano buldożerem jedyną zachowaną gotycką basztę. Zburzono również część murów i innych obiektów, które były w złym stanie technicznym.
W późniejszych latach niewiele się na zamku działo - prace konserwacyjne prowadzono wolno i na niewielką skalę, różne były też plany na temat przyszłości tego terenu (chciano w nim urządzić m.in. hotel, supermarket lub restaurację). W 1981 otwarto zamkową winiarnię „Rotunda”, stopniowo uporządkowano też ruiny części mieszkalnej, odbudowano fragment murów, jednak na wiele kolejnych lat zapanowała stagnacja, a niektóre działania (np. budowa planowanej części hotelowej) prowadzono bez odpowiednich zezwoleń, bez przygotowanej dokumentacji i badań archeologicznych. W 1989 wykreślono nawet ruiny z listy pamiątek kultury, ale rok później ponownie na nią powróciły.
W 1992 zamek kupiła prywatna firma z zamiarem przebudowy go na luksusowy hotel i centrum kulturalno-konserwacyjne, ale ten projekt również nie zakończył się powodzeniem. Dopiero w 2001 kupiło go miasto Ostrawa i rozpoczęto intensywne prace rekonstrukcyjne. W 2003 przykryto wieżę dachem, a w 2004 dokonano uroczystego otwarcia, z przeznaczeniem na imprezy kulturalne lub prywatne (np. śluby).

## Zamek dzisiaj
Obecnie w zamku działa galeria sztuki oraz niewielka ekspozycja historyczna (w wieży), prezentująca historię obiektu, miasta, ruchu husyckiego i wojny trzydziestoletniej. Z górnego poziomu można podziwiać panoramę miasta.
Co roku odbywają się tutaj jarmarki, inne imprezy plenerowe oraz festiwale, m.in. Colours of Ostrava.

## Legendy
Jak niemal z każdym zamkiem także i z tym związane są legendy i podania. Jedna z nich mówi, że pod zamkiem schowano wielkie skarby, które można było znaleźć tylko w Wielki Piątek. Bronił go jednak strażnik z żelazną pałką, którą każdemu złodziejowi rozbijał głowę.
W przeszłości pojawiała się również Biała Dama, w momencie gdy któryś z właścicieli miał następnego dnia umrzeć. Przybierała postać kobiety z rozpuszczonymi włosami, z zapaloną świecą w jednej ręce i złotym kielichem w drugiej. Po raz pierwszy widziano ją w XVI wieku.